# Monte William
El monte William (64°47′S 63°41′O / -64.783, -63.683) es una montaña cubierta de nieve de 1600 m, situada a 6 km al nornoreste del cabo Lancaster, el extremo sur de la isla Anvers, en el archipiélago Palmer. Fue descubierta el 21 de febrero de 1832 por John Biscoe, quien creía que era parte de la península Antártica. Fue nombrado Biscoe por Guillermo IV de Inglaterra.